# رود مین (فوجیان)
رود مین (چینی ساده‌شده:闽江، چینی سنتی 閩江، پین‌یین: Mǐn Jiāng) رودی ۵۷۷ کیلومتری در استان فوجیان جمهوری خلق چین است. این رود بزرگ‌ترین رود فوجیان و یک کانال مهم ترابری دریایی است. بیشتر مناطق شمال و مرکز فوجیان در منطقه زهکشی این رود قرار دارد.
فوجو، مرکز استان فوجیان، در پایین‌دست رودخانه مین قرار دارد، بخش تاریخی این شهر نیز در ضلع شمالی رودخانه، نزدیک به محل ورود آن به دریای چین شرقی است. این موقعیت از لحاظ تاریخی آن را به یک بندر مهم تبدیل کرده‌است.